# Yukihikous
Yukihikous is een geslacht van kevers uit de familie van de loopkevers (Carabidae). De wetenschappelijke naam van het geslacht is voor het eerst geldig gepubliceerd in 1978 door Akinobu Habu.

## Soorten
Het geslacht Yukihikous is monotypisch en omvat slechts de volgende soort:
- Yukihikous minobusanus Habu, 1978